# I on You
I on You – singel zapowiadający debiutancki album grupy Rita Pax. Promocja radiowa piosenki zaczęła się 6 maja 2013 r.

## Teledysk
W wideoklipie, którego premiera miała miejsce 14 maja 2013 w serwisie VEVO, wystąpiła m.in. Maria Czubaszek. Obraz wyreżyserowała Magdalena Targosz, a autorem zdjęć jest Mikołaj Łebkowski.